# Схуварт, Франс
Францискюс (Франс) Схуварт (нидерл. Franciscus "Frans" Schoevaart; 27 июля 1884, Амстердам — 7 марта 1955, там же) — нидерландский футболист, игравший на позиции защитника. На протяжении одиннадцати лет выступал за амстердамский «Аякс». С 1925 года занимал должность президента «Аякса» на притяжении семи лет.

## Биография
В 1910 году Франс вместе с командой стал победителем турнира «Золотой Крест», который по своей сути был кубком Амстердама. Для «Аякса» эта победа стала третьей в истории команды. 21 мая 1911 года стало исторической датой в истории клуба, «Аякс» перешёл в первый футбольный класс, который по уровню был самым высоким в Голландии. В дебютном сезоне, на высшем уровне голландского футбола, «Аякс» финишировал на 8-м месте из десяти возможных. В том сезоне, вместе с Франсом в обороне клуба играл и его брат Ян.
Схуварт завершил свою футбольную карьеру в 1916 году, в возрасте 32 лет. Спустя год, 4 января 1917 года, Франс женился на 26-летней Дженни Рейсдейк. 24 января 1918 года у Франса родился сын, Виллем. В 1925 году Франс стал председателем правления «Аякса», предыдущий председатель, бизнесмен Виллем Эгеман, продержался на этом посту 12 лет.
Сын Франса также как и отец занимался футболом, с 1930 года Вим начал выступать за юношеский состав «Аякса», но за основною команду так и не сыграл. В 1951 году Вим завершил свою карьеру, а спустя три года был избран в комитет команды.

## Звания
- Почётный член футбольного клуба «Аякс»[5].